# 빈딘성
빈딘성(베트남어: Bình Định / 省平定)은 베트남의 오래된 지방이다. 빈딘성의 성도인 항구 도시 꾸이년은 하노이에서 남쪽으로 1,070km, 호찌민시에서 북쪽으로 국도 1A를 따라 652k 떨어진 곳에 위치해 있다.
2018년 빈딘성은 인구 면에서 17번째 베트남 행정 단위였으며, 1인당 GRDP에서 28위, 성장률 면에서 43위를 기록했다. 인구는 1,534,800명으로, GRDP는 VND 74,7290억동(3,24600억 USD에 상당), 1인당 GRDP는 VND 4,869만동(2,115 USD에 상당), GRDP 증가율은 7.32%에 달했다.
2025년 6월 12일, 빈딘성 성이 잘라이성 편입되었다..

## 역사
빈딘성의 역사는 참파 왕국과 밀접한 관계가 있다. 참파는 참족이 세운 나라로 빈딘성의 가장 많은 소수 민족이다. 그 유리한 지리적 지형은 현재 꾸이년에 있는 참족의 티나이항의 등장으로 이어졌다. 비자야의 도시 국가는 이 항구와 본시 주변에 위치해 있었는데, 내륙은 더욱 깊었다. 참파 왕국의 중심은 빈딘 남쪽 저지대에 있었다. 그러나, 그 건축은 11세기나 12세기가 되어서야 그것이 중요해졌음을 암시한다.
비자야의 건축은 또한 석재와 벽돌 요소를 조합하여 사용하였기 때문에 다른 참파 중심과 구별된다. 반면 다른 참 구조물은 대부분 벽돌만 사용하였다. 이것은 캄보디아 앙코르로부터 어떤 영향을 받았음을 암시한다. 그것은 또한 건축용 돌을 가공하는 것이 벽돌 생산보다 노동 집약적이기 때문에, 다른 참파 중심지에 비해 비자야의 노동력이 상대적으로 풍부했다는 것을 지적한다.
비자야는 이웃 나라들과 다양한 전쟁에 참여했다. 주요 전쟁은 12, 13세기에 앙코르(현재의 캄보디아)와 싸웠다. 이 무렵 비자야는 크메르 왕 자야바르만 7세와 연관되어 있었고, 때로는 지배당하기도 했던 것 같다.
참파는 중부 베트남 대부분을 점령했고, 북쪽의 베트남과 여러 전쟁을 벌였다. 그러나 점차 베트남이 참족을 남쪽으로 밀고 내려오면서, 980년에 참파는 수도인 미선을 포기하고 빈딘의 비자야로 천도를 했다. 비자야는 베트남어로 도반이라고 알려져 있으며, 왕조가 존재하는 동안 수도로 계속 남았다. 베트남과의 주요 전쟁은 1069년, 15세기에 다시 일어났고, 결국 비자야를 패배시키고 1471년 참파 왕국을 멸망시켰다.
베트남인들의 지배하에 빈딘에는 점차 베트남인들이 밀려와 참족을 밀어내고 가장 많은 민족이 살게 되었다. 오늘 날의 빈딘에는 베트남의 주요 민족인 킨족들이 95%를 차지한다.

## 지리
빈딘성의 대다수는 산이나 언덕으로 덮여 있다. 해발은 해안 0에서 빈딘성의 북서쪽에 있는 안라오현의 해발 1200m에 이르기까지 다양하다. 가장 높은 봉우리뿐만 아니라 대부분의 산들이 서쪽에 있는 반면, 빈딘성 전역, 심지어 해안 근처에도 산이 있다. 빈딘성의 대부분의 현은 산이나 언덕과 저지대가 혼합된 지형을 가지고 있다. 북서부의 안라오현, 서부의 빈타인현, 남서부의 번까인현은 대부분 산악 지대로 되어 있다. 그 외 다른 모든 현은 저지대가 있다.
가장 큰 저지대는 꼰강을 따라 빈딘성의 남쪽에 위치해 있다. 꾸이년 지방, 뚜이프억, 안년, 푸깟현의 서부, 떠이선현의 동부를 많이 포함한다. 그 규모와 빈딘의 주요 강으로 주요 항구에 접근로를 고려할 때, 빈딘성은 사람들과 경제 활동이 대부분 집중되는 장소였다. 참파 왕국의 주요 도시국가 중 하나인 비자야가 있었던 곳이었다. 빈딘성의 인구의 대부분은 이 평야 주변의 지역에 산다.
그 밖의 저지대 지역은 호아이년, 푸미현, 푸깟현 같은 해안 지대의 현과 내륙의 호아이안현에 위치해 있다. 해안 근처 해안의 모든 성에는 언덕이나 산이 몇 개 있는데, 푸깟현에서 가장 높은 봉인 874m의 바산과 푸미현에 있는 602m의 봉우리가 있다.

## 행정 구역
1개의 시와 1개의 시사와 9개 현으로 구성되어 있다.

### 시
- 꾸이년시 (Quy Nhơn / 歸仁)

### 시사
- 안년 시사 (An Nhơn / 安仁)
- 호아이년 시사 (Hoài Nhơn / 懷仁)

### 현
- 안라오현 (An Lão / 安老)
- 호아이언현 (Hoài Ân / 懷恩)
- 푸깟현 (Phù Cát / 符吉)
- 푸미현 (Phù Mỹ / 符美)
- 뚜이프억현 (Tuy Phước / 綏福)
- 떠이선현 (Tây Sơn / 西山)
- 번까인현 (Vân Canh / 耘耕)
- 빈타인현 (Vĩnh Thạnh / 永盛)

## 경제
2007년 1인당 국민총생산 957만 동을 기록하면서, 빈딘성은 중남부 연안 8개 성과 도시 중 4위를 차지하고 있다. 이 지역의 주요 성공 사례인 다낭과 카인호아성에는 크게 뒤지지만, 대부분의 다른 성보다는 발전되어 있다. 중부 고원 지방의 주요 관문 중 하나이자 항만으로서 전략적 입지에서 이익을 얻고 있다. 이 지역 3대 산업중심지(주로 가구제조업 기준)이며, 농림업, 축산업, 어업 분야도 튼튼하다.
2007년 빈딘성은 3억 2730만 달러 상당의 상품을 수출했고, 1억 416만 달러 상당의 상품을 수입했다. 빈딘성의 수출품의 대부분 가구들이다.

### 농림, 수산업

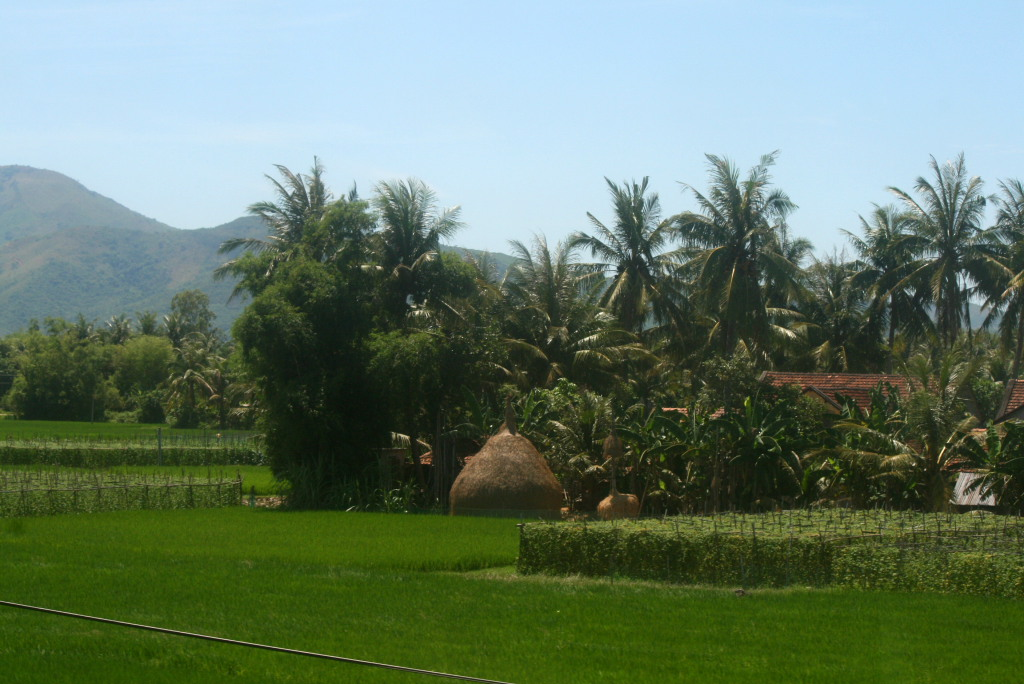
빈딘성의 농장

빈딘성은 주로 쌀, 코코넛의 생산량이 많고 가축, 임업, 어업 부문의 생산성이 높기 때문에 남해안 지역에서 가장 생산성이 높은 1차 부문(농업, 어업, 임업)을 보유하고 있다. 그것은 GDP 한 분야와 중남부의 쌀 생산량의 약 23%에 기여한다. (지역 인구의 17.7%를 차지한다.) 쌀 수확량은 남해안 지역 중 가장 크지만 전국 생산량의 1.62%에 불과하다. 지난 몇 년간 60만톤 전후로 요동치고 있다. 2009년 현재 평균 수율은 53.1톤/ha이며, 가장 높은 수율은 꼰강 하류에서 산출된다.
이 지방의 코코넛 생산량(95,040톤)은 2007년 기준으로 전국 전체의 9%를 차지한다. 그 밖에 중요한 작물로는 땅콩(13.7kt, 2.71%), 캐슈넛(4.2kt, 1.39%), 사탕수수(185.7kt, 1.07%) 등이 있다. 코코넛은 주로 호아이년현(2009년 30kt), 푸미현(27kt), 푸깟현(16.4kt), 호아이언현(15.7kt) 지역에 심어져 있다.
축산 부문은 농업 총생산의 35%를 차지하는데, 이는 다른 지방에 비해 상대적으로 높은 가치다. 빈딘성은 총생산량과 1인당 생산량(1인당 50kg 이상) 면에서 단연 가장 큰 돼지고기 생산 지역이다. 2009년 현재 돼지 684,300마리, 소 288,400마리, 물소 18,900마리, 닭 300만 마리, 기타 200만 마리였다.
빈딘성은 넓은 어업 영역을 가지고 있다. 총 생산량은 중남부 연안 전체 생산량의 5분의 1에 기여해 카인호아성(2007년 기준)에 이어 2위다. 2009년 총생산량은 3조 9700억동 또는 13만 7466톤에 이른다. 카인호아성과는 대조적으로, 이것의 대부분은 바다 낚시에 의해 기여되었으며, 수산물 양식으로부터 적은 몫(11.1%)에 불과했다. 2009년 현재 어업 취업자는 61,900명으로 농림어업 481,200명보다 많았다.

## 볼거리
참족들이 세운 수많은 탑들이 남아 빈딘의 중요한 관광 자원이 되고 있다. 떠이썬 현은 떠이선 왕조(西山朝, Tây Sơn)가 봉기한 곳으로 유명하며, 그들은 떠이선 왕조를 세우는 데 성공하였다. 《꽝쩡 박물관》은 그 사건을 기념하고 있다.